# پتار پوپوویچ (بازیکن بسکتبال، زاده ۱۹۷۹)
پتار پوپوویچ (سیریلیک صربی: Петар Поповић؛ زادهٔ ۲۸ ژوئیهٔ ۱۹۷۹) بازیکن بسکتبال اهل صربستان بود.
از باشگاه‌هایی که در آن بازی کرده‌است می‌توان به یونیورسو ترویزو، باشگاه بسکتبال ستاره سرخ بلگراد، و باشگاه بسکتبال یوونتوت بادالونا اشاره کرد.
وی در مسابقات کشوری و بین‌المللی در مجموع برندهٔ ۱ مدال طلا شده‌است.